# District de Mumbwa
Le district de Mumbwa est un district de Zambie, situé dans la province Centrale. Sa capitale se situe à Mumbwa. Selon le recensement zambien de 2000, le district a une population de 158 861 personnes.